# Формальные модели эмоций
Формальные модели эмоций в исследованиях по искусственному интеллекту ставят целью определение эмоций в форме, применимой для конструирования роботов. Основными подходами в настоящее время являются KARO, EMA, CogAff, Affective Computing и модель Фоминых—Леонтьева.

## OCC
KARO («Knowledge, Actions, Results and Opportunities» = «Знание, действие, результат и возможности») основано на модели ОСС (Ortony, Clore, Collins), описывающей качественную и количественную сторону 22 видов эмоций. Качественно ОСС описывает условия возникновения каждой эмоции, количественно указывает, как интенсивность эмоции определяется условиями её возникновения и какие переменные определяют интенсивность. Например, эмоция благодарности качественно определяется как результат «чьих-то похвальных действий и приятных связанных желательных событий». Интенсивность благодарности определяется 1) суждением о похвальности действия, 2) неожиданностью этого события, 3) желательностью этого события.
Ниже приводится описание когнитивной структуры 22 эмоций в ОСС.

### Простейшие эмоции
В ОСС простейшими эмоциями считаются радость, сводящаяся к удовольствию, и горе, сводящееся к неудовольствию.
| Простейшие эмоции | Простейшие эмоции |
| ----------------- | ----------------- |
| Радость           | Удовольствие      |
| Горе              | Неудовольствие    |

### Группа «Удача другого»
Кроме признака удовольствие — неудовольствие, которое В. Вундт называл знаком эмоции, в ОСС используется признак желательное — нежелательное событие. В этих терминах группа эмоций, которую называют «удача другого» будет выглядеть следующим образом.
| Удача-Неудача другого? | Удача-Неудача другого?                                |
| ---------------------- | ----------------------------------------------------- |
| Радость за другого     | Удовольствие от события, желательного для другого     |
| Злорадство             | Удовольствие от события, нежелательного для другого   |
| Негодование            | Неудовольствие от события, желательного для другого   |
| Жалость                | Неудовольствие от события, нежелательного для другого |

### Группа «Предположение — подтверждение»
Ещё один признак это предполагаемое — подтвердившееся событие. С помощью этого признака в ОСС получается ещё 6 эмоций.
| Предположение — подтверждение | Предположение — подтверждение                            |
| ----------------------------- | -------------------------------------------------------- |
| Надежда                       | удовольствие от предполагаемого приятного события.       |
| Удовлетворение                | удовольствие от приятного подтвердившегося события.      |
| Облегчение                    | удовольствие от не подтвердившегося неприятного события. |
| Страх                         | неудовольствие от неприятного предполагаемого события.   |
| Подтвердившийся страх         | неудовольствие от подтвердившегося неприятного события.  |
| Разочарование                 | неудовольствие от не подтвердившегося приятного события. |

### Группа «Оценка действий»
| Оценка действий | Оценка действий                     |
| --------------- | ----------------------------------- |
| Гордость        | положительная оценка своих действий |
| Восхищение      | положительная оценка чужих действий |
| Стыд            | отрицательная оценка своих действий |
| Упрек           | отрицательная оценка чужих действий |

### Группа «Оценка объекта»
| Оценка объекта | Оценка объекта                 |
| -------------- | ------------------------------ |
| Любовь         | приятное влечение к объекту.   |
| Ненависть      | неприятное отвержение объекта. |

### Сложные эмоции
Кроме того, в ОСС рассматриваются 4 сложных эмоции.
| Сложные эмоции | Сложные эмоции       |
| -------------- | -------------------- |
| Благодарность  | радость + восхищение |
| Гнев           | упрек + горе         |
| Вознаграждение | радость + гордость   |
| Раскаяние      | стыд + горе.         |

## KARO
KARO является формализацией модели ОСС на основе формальной логики.

## EMA
EMA также восходит к модели ОСС. Для описания эмоций используется несколько переменных: полезность, желательность (D), вероятность события (p) и т. п. С помощью этих переменных несколько эмоций определяются следующим образом.
| EMA             | EMA          |
| --------------- | ------------ |
| Радость         | D > 0, p = 1 |
| Надежда         | D > 0, p < 1 |
| Страх           | D < 0, p < 1 |
| Дистресс (горе) | D < 0, p = 1 |

## CogAff
CogAff описывает общую архитектуру управления действием.

## Affective Computing
Affective computing декларирует возможность распознавания эмоций человека роботом по лицевому выражению и характерному поведению. Также декларируется возможность внешнего выражения эмоций роботом. Переход из одного эмоционального состояния в другое описывается с помощью цепи Маркова.

## Модель Фоминых-Леонтьева
В модели Фоминых-Леонтьева эмоция определяется как числовая функция (имеющая смысл силы эмоции) от некоторого набора параметров, описывающих ситуацию. Для каждого вида эмоций описан свой набор параметров. Для каждого агента (человека, животного, робота) и для каждой эмоции возможна своя функция F, определяющая силу эмоции в зависимости от величины аргументов.
Е = F(…)
Такие общие представления близки к ОСС. Различие заключается в выборе параметров и наборе параметров, соответствующих каждой эмоции. Основным параметром для утилитарных эмоций является количество полученного (потерянного) ресурса R или уровень достижений. Если ситуация описывается только этим параметром, то при
- R > 0 возникает эмоция радости,

- R < 0 возникает горе.

Для радости и горя Е = F(R).
При этом подразумевается, что ситуация уже завершилась и величина R точно известна. Эмоции, возникающие после завершения ситуации, называются констатирующими. Если ситуация ещё не завершилась, то в модели ситуации агента может быть сформирована оценка или прогноз величины R, которая обозначается РR. Параметр РR формирует предшествующие эмоции
- РR > 0 надежда,

- РR < 0 страх.

Для надежды и страха Е = F(р,РR).
В частности, если рассмотреть параметр R как функцию от времени (банковский счет, например) R(t), то прогноз можно делать с помощью производной dR(t)/dt.
- R(t) > 0 радость,

- R(t) < 0 горе,

- dR(t)/dt > 0 надежда,

- dR(t)/dt < 0 страх.

В производится построение разложения ещё нескольких десятков эмоций в виде выпуклой комбинации восьмерки базовых эмоций. Например,
вина = a*горе + b*удовлетворение,
где a и b числовые положительные коэффициенты а + b = 1.
В на основе анализа мимических выражений эмоций получены значения а =0.7, b = 0.3.